# Station Volx
Station Volx is een spoorwegstation in de Franse gemeente Volx. Het station is gesloten.